# Nothobius californicus
Nothobius californicus är en mångfotingart som beskrevs av Cook 1899. Nothobius californicus ingår i släktet Nothobius och familjen trädgårdsjordkrypare. Inga underarter finns listade i Catalogue of Life.